# Matthias Kramer (Sprachwissenschaftler)
Matthias Kramer, auch Krämer (* 12. November 1640 in Köln; † nach Juni 1729 in Erlangen) war ein deutscher Fremdsprachendidaktiker, Grammatiker, Lexikograf, Romanist, Italianist, Hispanist, Germanist und Niederlandist.

## Leben und Werk

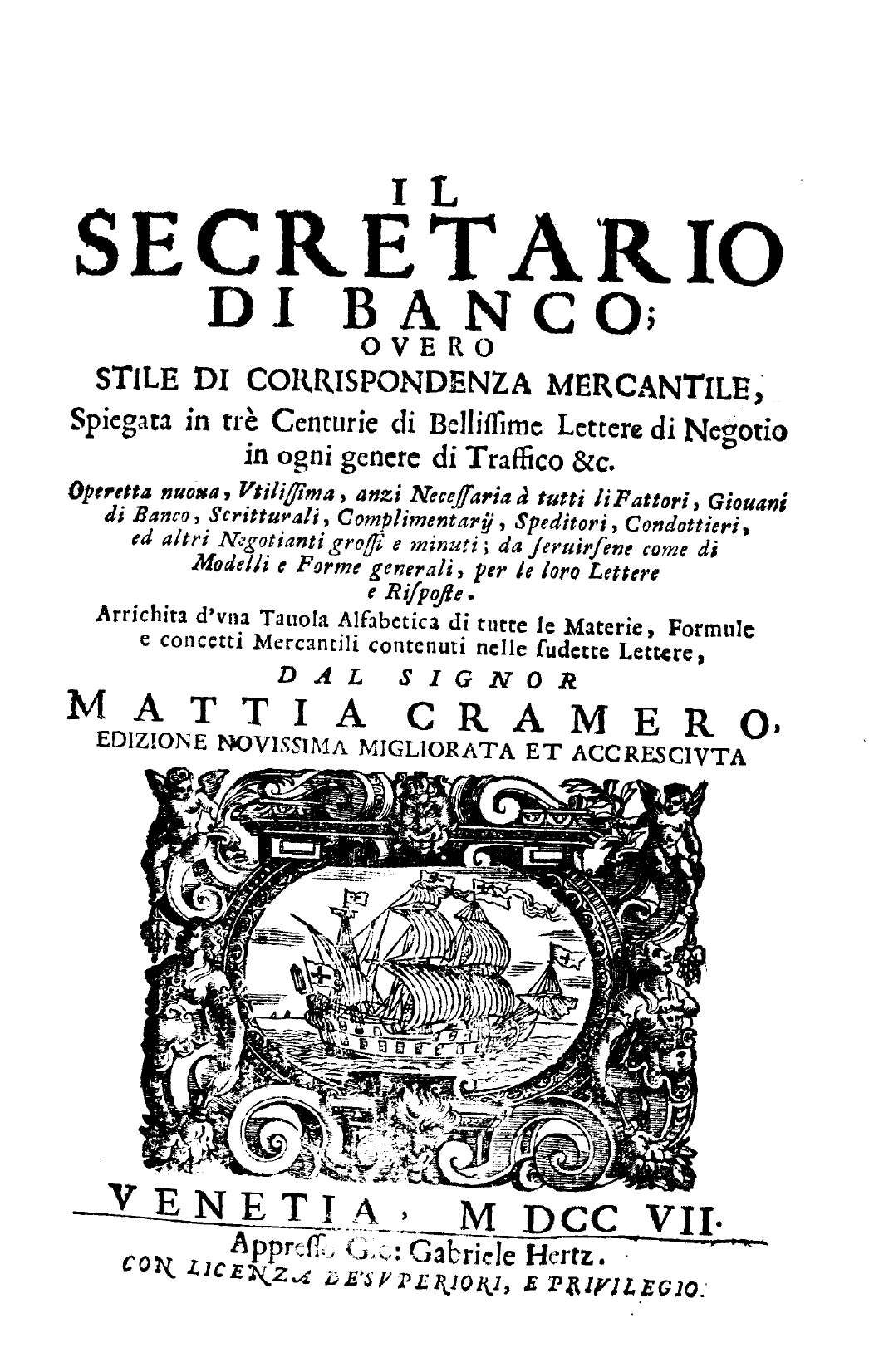
Secretario di Banco, ovvero stile di corrispondenza mercantile, 1707

Kramer besuchte das Dreikönigsgymnasium der Jesuiten in Köln. Nach dem Abitur studierte er (offenbar fremdbestimmt) im Kloster der Kamaldulenser in Kahlenbergerdorf bei Wien Theologie, Philosophie und Philologie. Er wurde Prediger am vielsprachigen Hofe Kaiser Leopolds I. und kam dort mit Italienisch und Spanisch in Berührung, nachdem er in Köln schon Niederländisch und Französisch gelernt hatte. Ende der 60er Jahre entfloh er aus dem Kloster, heiratete und ließ sich 1670 in Nürnberg als Sprachlehrer (Magister Linguarum oder Sprachmeister) des Italienischen, Französischen und Spanischen nieder.
Mit Ausnahme der Zeit von April 1673 bis zum Frühjahr 1674, in der er erfolglos versuchte, in Straßburg Fuß zu fassen, der Zeit von 1682 bis 1689, in der er Ordentlicher Sprachmeister an der (damals protestantischen) Universität Heidelberg war, sowie während 10 Jahren in Regensburg zu Beginn des 18. Jahrhunderts, lebte Kramer in Nürnberg und publizierte im Laufe seines fast 90 Jahre währenden Lebens bedeutende Wörterbücher und Grammatiken des Deutschen, Italienischen, Französischen, Spanischen und Niederländischen nebst etlichen weiteren fremdsprachlichen Lehr- und Lernmaterialien und nicht zuletzt Übersetzungen. Besonderen Gewinn zog er dabei aus der wortschatzdidaktischen Theorie von Johann Joachim Becher (Methodus Didactica, 1669).
Am 6. April 1712 wurde Kramer korrespondierendes Mitglied der Königlich-Preußischen Akademie der Wissenschaften. 1726 ernannte ihn Markgraf Georg Wilhelm von Brandenburg-Bayreuth auf seinen Antrag hin zum „Professor der Occidentalischen Sprachen“ an der Ritterakademie in Erlangen, ohne dass es jedoch zu einer Tätigkeit gekommen wäre.
In Augsburg wurde am 25. September 2013 durch die Augsburger und Bamberger Universitätsprofessoren Helmut Glück, Mark Häberlein und Konrad Schröder die „Matthias-Kramer-Gesellschaft für die Erforschung der Geschichte des Fremdsprachenerwerbs und der Mehrsprachigkeit“ gegründet.

## Werke

### Italienisch

#### Wörterbücher
- Nomenclatura toscana, todesca e spagnuola/Nomenclatura toscana, tudesca y espagnuola/Italienisch, teutsch- und spanisch Namen-Büchlein, Nürnberg 1670 (48 Seiten, Sachgruppenwörterbuch d-it-sp)
- Allgemeiner Schau-Platz/Teatro universale, Nürnberg 1672, 1679, 1692 (296 Seiten, Sachgruppenwörterbuch d-it)
- Il nuovo Dizzionario delle due lingue, Italiana-Tedesca e Tedesca-Italiana / Das neue Dictionarium oder Wort-Buch. [Teil Italienisch-Deutsch], 2 Bde., Nürnberg 1676 (3716 Spalten, 1858 Seiten)
- Das neue Dictionarium oder Wort-Buch/Nuovo dizzionario delle due lingue, tedesca-italiana [Teil Deutsch-Italienisch], Nürnberg 1678 (2612 Spalten, 1306 Seiten)
- Nuovo dittionario reale italiano-tedesco/Neu-ausgefertigtes Herrlich-grosses und allgemeines Italiänisch-Teutsches Sprach- und Wörter-Buch, Nürnberg 1693 (3885 Spalten, 1286 Seiten); Neuauflage u. d. T. Neu-ausgefertigtes Italiänisch-Teutsches Sprach- und Wörter-Buch. Bd. 1  [Italienisch-Deutsch], Nürnberg 1724 (Seitenzahl wie 1693)
- Das herrlich grosse Teutsch-Italiänische Dictionarium [Deutsch-Italienisch], 2 Bde., Nürnberg 1700–1702 (7446 Spalten, 2482 Seiten); Neuauflage u. D. T. Neu-ausgefertigtes Italiänisch-Teutsches Sprach- und Wörter-Buch. Bd. 2 und 3  [Deutsch-Italienisch], Nürnberg 1724 (Seitenzahl wie 1700–1702)

#### Grammatiken
- Vollständige Italiänische Grammatica, Nürnberg 1674; Zweyte Edition, 1689 (292, 213 Seiten);  Grammatica Italica Ornata/Zierlich-Italiänische oder Toscanisch-Romanische Sprach-Lehre. Dritte Edition, Nürnberg 1694 (272 Seiten)
- Toscanische Rudimenta/Rudimenti toscani, Nürnberg 1680 (295 Seiten, Morphologie); 1691, 1695 (532 Seiten)
- Tractätlein von der Derivatione & Compositione, Nürnberg 1680 (261 Seiten, Wortbildung); 1692 (226 Seiten)
- Praxis Phraseologiae Italicae/Wegweiser zur Italiänischen Übersetz- und Componir-Kunst, Nürnberg 1691 (166 Seiten)
- Grammatica reale toscano-romana, Nürnberg 1694 (686 Seiten)
- Toscanisch-, oder Romanisch-Italiänische Grammatica Reale, Nürnberg 1709 (754 Seiten), 1721, 1722 (757 Seiten)

#### Gesprächsbücher und Briefsteller
- Ragionamenti Tedesco-Italiani/Teutsch- und Italiänische Gespräche, Nürnberg 1679, 1688, 1691 (208 Seiten; Bearbeitung von: Jean Nicolas Denis Parival, Dialogues françois et allemans, Leiden 1670)
- Il secretario di banco, Venedig 1697, 1707 (118 Seiten, zuerst in: Giovanni Domenico Peri, Il negotiante, Venedig 1693), 1704 (441 Seiten), Bologna 1720
- Der Italiänische Politicus, Nürnberg 1712 (396 Seiten)
- Das neue, so genannte Parlament, das ist: Italiänisch-Teutsche Gesprächlein/Il nuovo Parlatorio Italiano-Tedesco, Nürnberg 1716

### Deutsch
- Le parfait guidon de la langue allemande, Nürnberg 1687 (443 Seiten; italienisch: I veri fondamenti della lingua tedesca ò germanica/Die richtige Grund-Festen der Teutschen Sprache, Nürnberg 1694, 1045 Seiten; lateinisch: Fundamentae linguae garmanicae, hrsg. von Andreas Freyberger S. J., 2 Bde., Prag 1733, 1117 Seiten)

### Französisch

#### Wörterbuch
- Le vraiment parfait dictionnaire roial, radical, etimologique, sinonimique, phraseologique, & syntactique, françois-allemand (Französisch-Deutsch), 4 Bde., Nürnberg 1712 (4201 Spalten, 2100 Seiten)
- Nouveau & parfait indice allemand-françois, sur le grand dictionnaire roial/Neu-vollständiges Teutsch-Französisches Wörter-Register, Nürnberg 1715 (954 Spalten, 477 Seiten)

#### Grammatik
- Essay d’une bonne grammaire françoise, Nürnberg 1696 (1133+149 Seiten, mit Tafel zur Erlernung der französischen Konjugation)
- La vraie methode pour enseigner […] la langue françoise aux Alemands, Nürnberg 1696 (307 Seiten)
- Speccius Gallicus, Nürnberg 1711, 1720, 1728 (135 Seiten, nach Christoph Speccius, 1585–1639)

#### Gesprächsbücher und Briefsteller
- Nouveau Parlement, c’est-à-dire Dialogues François-Alemands/Neu Parlement […] Frantzösisch-Teutsche Gespräche, Frankfurt am Main 1696, Nürnberg 1699, 1700, 1705, 1707, 1708, 1711, 1712, 1717, Kassel 1727 (110 Seiten; Bearbeitung von Claude Mauger, Dialogues françois et flamends, Utrecht 1683)
- Deutliche Anweisung zum Briefe-Schreiben im Kaufmanns-Stylo/Le veritable guide du stile marchand, Nürnberg 1704 (462 Seiten); Auserlesene Kaufmanns-Briefe Französisch und Teutsch/Lettres marchandes choisies, Nürnberg 1720

### Spanisch
- Gramatica y Sintaxe de la Lengua Española-Castillana, Nürnberg 1711 (192+616+352 Seiten; in lateinischer Sprache abgefasst)

### Niederländisch

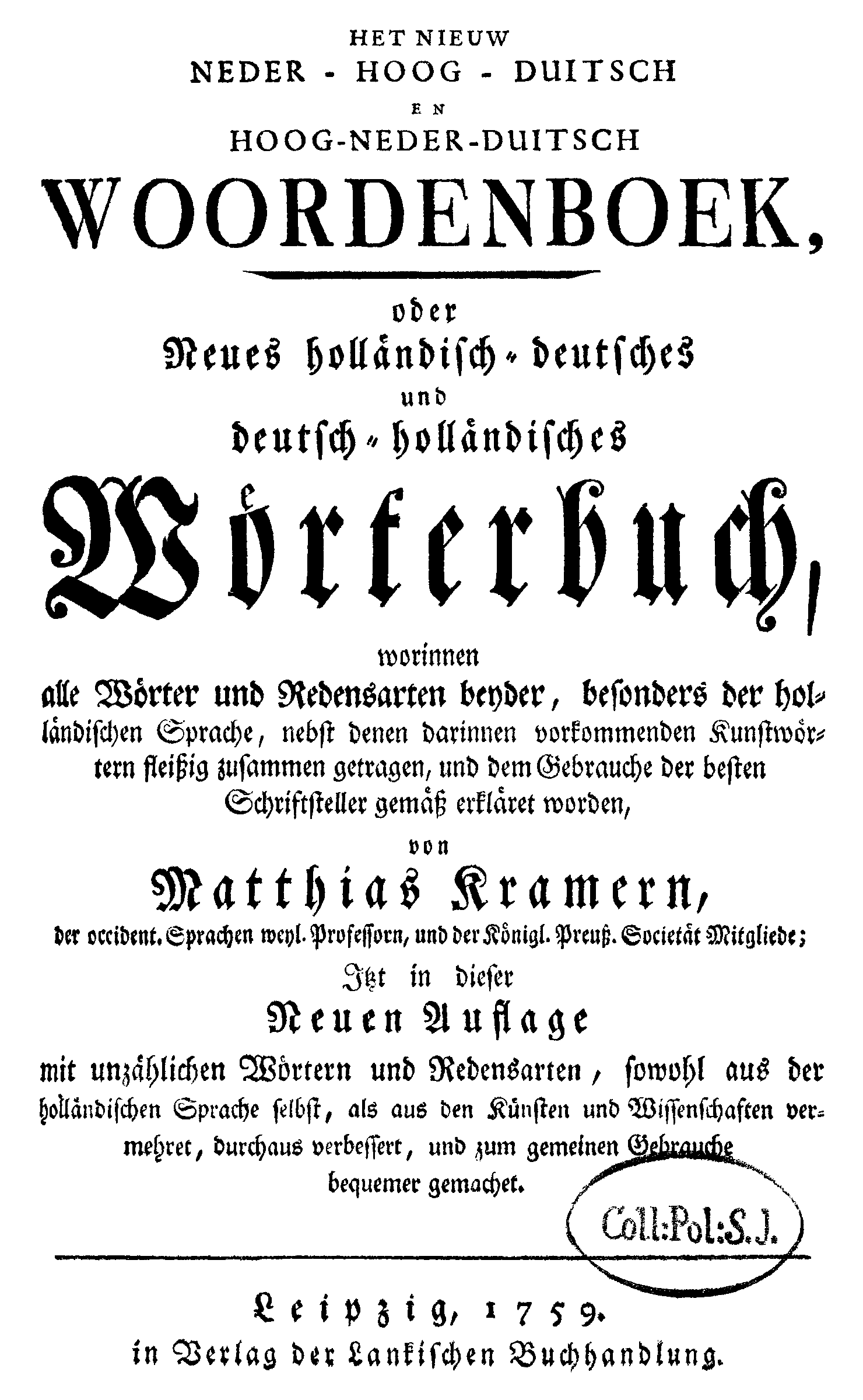
Neues holländisch-deutsches und deutsch-holländisches Wörterbuch.

- Holländische Grammatica, Nürnberg/Frankfurt am Main/Leipzig 1716, Leipzig 1744, 1754, 1755, 1761, 1774 (106+131 Seiten; erste Grammatik des Niederländischen in deutscher Sprache)
- Het koninglyk Neder-Hoog-Duitsch en Hoog-Neder-Duitsch Dictionnaire/Das Königliche Nider-Hoch-Teutsch, und Hoch-Nider-Teutsch Dictionarium, 2 Bde., Nürnberg 1719 (548, 292 Seiten; erstes Wörterbuch dieses Sprachenpaares); hrsg. von Johann Daniel Titius,  Leipzig 1759; hrsg. von Adam Abrahamsz van Moerbeek, Leipzig 1768